# Kridid
Kridid  (in arabo كرديد‎?) è un centro abitato e comune rurale del Marocco situato nella provincia di Sidi Bennour, regione di Casablanca-Settat. Conta una popolazione di 14 351 abitanti (censimento 2014).